# Edward Cummins
Edward Cummins (n. 25 iulie 1886, Chicago, Illinois, SUA – d. 21 noiembrie 1926, New Britain⁠(d), Connecticut, SUA) a fost un jucător de golf ce a reprezentat Statele Unite ale Americii, medaliat olimpic. A participat la o ediție a Jocurilor Olimpice (1904) în care a câștigat o medalie de aur.

## Participări
Lista de mai jos prezintă principalele competiții la care a participat Edward Cummins de-a lungul carierei.
- golf at the 1904 Summer Olympics – men's team[*]